# Mummesdorf
Mummesdorf ist eine Wüstung bei Sandersleben (Anhalt) in Sachsen-Anhalt. 
Im Jahr 1554 wird Mummesdorf im Friedeburger Erbzinsbuch genannt, war zu diesem Zeitpunkt jedoch schon seit langem verlassen.
Heute ist Mummesdorf nur noch als größeres Pappelwäldchen zu finden, es ist gut von der Straße auf halber Strecke von Welfesholz nach Sandersleben im Osten zu sehen. Anwohner haben dort viel Geröll und Unrat abgeladen. 